# 7538 Zenbei
7538 Zenbei (1996 VE6) là một tiểu hành tinh vành đai chính được nhà thiên văn học Takao Kobayashi phát hiện vào ngày 15 tháng 11, năm 1996 ở Oizumi, Gunma, Nhật Bản. Tiểu hành tinh này được đặt theo tên của Zenbei Iwahashi.